# خوان سيباستيان
خوان سيباستيان (بالإسبانية: Joan Sebastian Valdés López)‏ Joan Sebastian كان مغني وكاتب أغاني مكسيكي.

## أغانيه
كتب أكثر من ألف أغنية بما فيهم أغاني لكل من فيسنتي فرنانديز، لوسيرو، بيبي أغيلار، روسيو دوركال.

## ملامح موسيقاه
موسيقاه مزيج من البوب اللاتيني والرانتشيرا والغروبيرا. 

## جوائز
نال سبع جوائز غرامي اللاتينية وخمس جوائز غرامي، مما يجعله أكثر مؤدي مكسيكي يحصل على جوائز غرامي في التاريخ.

## روابط خارجية
- خوان سيباستيان على موقع IMDb (الإنجليزية)
- خوان سيباستيان على موقع الموسوعة البريطانية (الإنجليزية)
- خوان سيباستيان على موقع ميوزك برينز (الإنجليزية)
- خوان سيباستيان على موقع ديسكوغز (الإنجليزية)
- خوان سيباستيان على موقع قاعدة بيانات الفيلم (الإنجليزية)